# 27. ročník udílení Nickelodeon Kids' Choice Awards
27. ročník Nickelodeon Kids' Choice Awards se konal 29. března 2014 v Galen Center v Los Angeles v Kalifornii. Herec Mark Wahlberg ceremoniál uváděl. Oranžový koberec byl připraven před Galen Center na Jefferson Boulevard. Show byla vysílaná stanicí Nickelodeon.

## Moderátoři a vystupující

### Moderátoři
- Mark Wahlberg[1]
- Jeff Sutphen, Sydney Park a Ryan Newman (Před-show)

### Hudební vystoupení
- Todrick Hall - Kids' Choice Awards medley
- Austin Mahone - "Mmm Yeah" (Před-show)
- Aloe Blacc - "Wake Me Up"/"The Man"
- American Authors - "Best Day of My Life"

### Vystupující
- Lea Michele
- LL Cool J
- Pharrell Williams
- Kaley Cuoco
- Michael Strahan
- Chris Rock
- Zahra Savannah Rock
- America Ferrera
- Will Arnett
- Jayma Mays
- Ariana Grande
- Cameron Ocasio
- Maree Cheatham
- Zoran Korach
- Kenan Thompson (prostřednictvím videa)
- Kel Mitchell
- Nathan Kress
- Noah Munck
- Christopher Massey
- Victoria Justice
- Leon Thomas III
- Avan Jogia
- Matt Bennett
- Daniella Monet
- Drake Bell
- Josh Peck
- Chris Evans[2]
- Kristen Bellová[1]
- Ryan Seacrest (prostřednictvím videa)
- Keith Urban (prostřednictvím videa)
- Harry Connick, Jr. (prostřednictvím videa)
- Andy Samberg
- Brie and Nikki Bella[2]
- John Cena[2]
- Jim Parsons[3]
- Queen Latifah (prostřednictvím videa)

### Vystoupení
- Hvězdy Kachní dynastie
- Shaun White
- Cody Simpson
- Austin Mahone
- One Direction (prostřednictvím videa)
- Optimus Prime (hlas Petera Cullen) (prostřednictvím obrazovky)
- Nicola Peltz
- Jack Reynor
- David Blaine

## Vítězové a nominovaní
Nominace byly oznámeny 24. února 2014.
Vítězové jsou napsáni tučně.

### Film

#### Nejoblíbenější film
Hunger Games: Vražedná pomsta
- Iron Man 3
- Mocný vládce Oz
- Šmoulové 2

#### Nejoblíbenější animovaný film
Ledové království
- Zataženo občas trakaře 2
- Já, padouch 2
- Univerzita pro příšerky

#### Nejoblíbenější hlas z animovaného filmu
Miranda Cosgroveová jako Margo (Já, padouch 2)
- Steve Carell jako Gru (Já, padouch 2)
- Billy Crystal jako Mike Wazowski (Univerzita pro příšerky)
- Katy Perry jako Šmoulinka (Šmoulové 2)

#### Nejoblíbenější filmový herec
Adam Sandler (Machři 2)
- Johnny Depp (Osamělý jezdec)
- Robert Downey Jr. (Iron Man 3)
- Neil Patrick Harris (Šmoulové 2)

#### Nejoblíbenější filmová herečka
Jennifer Lawrenceová (Hunger Games: Vražedná pomsta)
- Sandra Bullock (Gravitace)
- Mila Kunis (Mocný vládce Oz)
- Jayma Mays (Šmoulové 2)

#### Nejoblíbenější akční herec
Robert Downey, Jr. (Iron Man 3)
- Johnny Depp (Osamělý jezdec)
- Hugh Jackman (Wolverine)
- Dwayne Johnson (G. I. Joe: Odveta)

#### Nejoblíbenější akční herečka
Jennifer Lawrenceová (Hunger Games: Vražedná pomsta)
- Sandra Bullock (Gravitace)
- Evangeline Lilly (Hobit: Šmakova dračí poušť)
- Jena Malone (Hunger Games: Vražedná pomsta)

### Televize

#### Nejoblíbenější televizní seriál
Sam a Cat
- Teorie velkého třesku
- Hodně štěstí, Charlie
- Jessie

#### Nejoblíbenější televizní herec
Ross Lynch (Austin a Ally)
- Benjamin Flores, Jr. (Hathawayovi a duchové)
- Jack Griffo (Super Thundermanov)
- Jake Short (Farma Rak)

#### Nejoblíbenější televizní herečka
Ariana Grande (Sam a Cat)
- Jennette McCurdy (Sam a Cat)
- Bridgit Mendler (Hodně štěstí, Charlie)
- Debby Ryan (Jessie)

#### Nejoblíbenější reality-show
Drtivá porážka
- Amerika má talent
- American Idol
- The Voice

#### Nejoblíbenější animovaný seriál
SpongeBob v kalhotách
- Adventure Time
- Phineas a Ferb
- Želvy Ninja

#### Nejoblíbenější animované zvířátko
Patrick Hvězdice (Spongebob v kahotách)
- Perry the Platypus (Phineas a Ferb)
- Sparky z (Kouzelní kmotříčci)
- Waddles (Městečko Záhad)

### Hudba

#### Nejoblíbenější hudební skupina
One Direction
- Maroon 5
- OneRepublic
- Macklemore & Ryan Lewis

#### Nejoblíbenější zpěvák
Justin Timberlake
- Bruno Mars
- Pitbull
- Pharrell Williams

#### Nejoblíbenější zpěvačka
Selena Gomez
- Lady Gaga
- Katy Perry
- Taylor Swift

#### Nejoblíbenější písnička
"Story of My Life" od One Direction
- "I Knew You Were Trouble" od Taylor Swift
- "Roar" od Katy Perry
- "Wrecking Ball" od Miley Cyrus

### Další kategorie

#### Nejoblíbenější hra
Despicable Me: Minion Rush
- Angry Birds Star Wars II
- Candy Crush Saga
- Temple Run

#### Nejoblíbenější kniha
Deník malého poseroutky série od Jeff Kinney
- Harry Potter série od J. K. Rowling
- Hobit aneb Cesta tam a zase zpátky od J. R. R. Tolkien
- Hunger games série od Suzanne Collins

#### Nejoblíbenější vtipná hvězda
Kevin Hart
- Kaley Cuoco
- Andy Samberg
- Sofía Vergara

#### Nejoblíbenější videohra
Just Dance 2014
- Angry Birds Star Wars
- Disney Infinity
- Minecraft

#### Nejoblíbenější sportovec
Dwight Howard z Houston Rockets
- Cam Newton z Carolina Panthers
- David Ortiz z Boston Red Sox
- Richard Sherman z Seattle Seahawks

#### KCA Fanouškové
Selenators
- Arianators
- Directioners
- JT Superfans

### Celoživotní ocenění
- Dan Schneider[5][6]